# (1757) Porvoo
(1757) Porvoo – planetoida z pasa głównego planetoid okrążająca Słońce w ciągu 3 lat i 222 dni w średniej odległości 2,35 au. Została odkryta 17 marca 1939 roku w Obserwatorium Iso-Heikkilä w Turku przez Yrjö Väisälä. Nazwa planetoidy pochodzi od Porvoo, drugiego najstarszego miasta Finlandii. Przed jej nadaniem planetoida nosiła oznaczenie tymczasowe (1757) 1939 FC.